# مغارة قنوات
مغارة قنوات هي مغارة طبيعية في سوريا، في قرية قنوات، محافظة السويداء.

## موقع المغارة
تقع المغارة على بعد 1500 متر جنوب بلدة قنوات، ضمن محمية الضمنة، وبجوارها مباشرة موقع سيع الأثري الذي يعود لعهود الأنباط.

## وصف المغارة
للمغارة مدخلين أحدهما يطل على وادي يصل لعمق يتراوح بين 15-25 م يفصل بينها وبين موقع سيع الأثري مباشرة والتي تعود آثاره للعهد النبطي، ومدخل ثان هو انهدام في جسم المغارة بشكل فتحة شاقولية تقريباً. تم استكشاف 300 متر من المغارة حتى الآن ويعتقد المستكشفون أنها بعمق 2 كيلو متر.
شكلت الركامات الصخرية على امتدادها مصدر تهوية طبيعيا لها ومجرى مائيا، ترك آثاره على طول المغارة بشكل مصاطب، إضافة إلى الكثير من الصواعد والنوازل الكلسية والأخاديد التي تمتد من أسفل المغارة إلى سقفها، وهي تعطي انعكاسات ضوئية خلابة عند توجيه الضوء إليها.